# Harrisia tortuosa
Harrisia tortuosa là một loài thực vật có hoa trong họ Cactaceae. Loài này được (J. Forbes ex Otto & A. Dietr.) Britton & Rose mô tả khoa học đầu tiên năm 1920.